# Liana Liberato
Liana Liberato (sinh ngày 20 tháng 8 năm 1995) là một nữ diễn viên người Mỹ. Tuy còn trẻ tuổi nhưng cô đã từng tham gia diễn xuất trong nhiều bộ phim như: The Best of Me (2014), Trust và The Last Sin Eater (2010), The Expatriate (2012). Năm 2018, cô đóng vai McKenna Brady trong loạt phim kinh dị do hãng Hulu sản xuất mang tên là Light as a Feather.

## Đầu đời
Liberato sinh ra ở Galveston, Texas, và là con gái của bà George và ông Rhondelle Liberato. Cô là người gốc Séc, Anh, Pháp, Ailen và 1/32 người Ý.

## Phim đã đóng

### Phim
| Năm  | Tên phim           | Vai diễn                 | Ghi chú        |  |
| ---- | ------------------ | ------------------------ | -------------- |  |
| 2007 | The Last Sin Eater | Cadi Forbes              |                |  |
| 2007 | Safe Harbour       | Philippa "Pip" MacKenzie |                |  |
| 2010 | Trust              | Annie Cameron            |                |  |
| 2011 | Trespass           | Avery Miller             |                |  |
| 2012 | Erased             | Amy Logan                |                |  |
| 2012 | Stuck in Love      | Kate                     |                |  |
| 2013 | Jake Squared       | Young Joanne             |                |  |
| 2013 | Free Ride          | MJ                       |                |  |
| 2013 | Haunt              | Samantha Richards        |                |  |
| 2014 | If I Stay          | Kim Schein               |                |  |
| 2014 | The Best of Me     | Young Amanda Collier     |                |  |
| 2016 | Dear Eleanor       | Ellie Potter             |                |  |
| 2017 | Novitiate          | Sister Emily             |                |  |
| 2017 | To the Bone        | Kelly                    |                |  |
| 2017 | 1 Mile to You      | Henny                    |                |  |
| 2017 | Isabel             | Isabel                   | Short film     |  |
| 2017 | Nobody Knows       | Cheyenne Bridell         | Short film     |  |
| 2018 | Measure of a Man   | Michelle Marks           |                |  |
| 2018 | Banana Split       | Clara                    |                |  |
| 2019 | To the Stars       | Maggie Richmond          |                |  |
| 2019 | The Beach House    | Emily                    | [ 2 ] [ 3 ]    |  |
| TBA  | Hush,Hush          | Nora Grey                | Pre-production |  |